# 王瑛 (嘉靖進士)
王瑛（1496年—？年），字汝玉，號石沙，直隸常州府無錫縣人，明朝政治人物。

## 生平
嘉靖元年（1522年）壬午科應天鄉試舉人，此後三上春宮不中。嘉靖十一年（1532年），登壬辰科第三甲第一百九十四名進士，吏部觀政，授太常寺博士，十五年五月選授四川道試監察御史，十六年巡按直隸，奉敕理冀北、山東、河南馬政，二十八年巡按福建，監臨福建鄉試，因事外放，託病辭官，優遊林下，與鄉士大夫修復碧山吟社。著有《溪上集》。

## 著作
著有《王侍御集》。

## 家族
曾祖王惠，祖王誠，父王浦，母邵氏；繼母成氏。子同榖，鸿胪寺主簿。